# Heidi Biebl
Heidi Biebl, nemška alpska smučarka, * 17. februar 1941, Oberstaufen, † 24. januar 2022
Svoj največji uspeh kariere je dosegla na Olimpijskih igrah 1960, ko je postala olimpijska prvakinja v smuku, tekma je štela tudi za svetovno prvenstvo. Nastopila je tudi na Olimpijskih igrah 1964, ko je osvojila četrti mesti v smuku in slalomu.